# Heart (album Amandy Lear)
Heart – album francuskiej piosenkarki Amandy Lear, wydany w 2001 roku.

## Ogólne informacje
Wydana pod koniec 2001 roku płyta Heart była pierwszą od sześciu lat studyjną płytą zawierającą premierowy materiał. Był to także jej pierwszy album nagrany w całości we Francji. Album promowały dwa single: "Love Boat" i "I Just Wanna Dance Again".
Muzycznie płyta była bardzo zróżnicowana. Choć zawierała głównie taneczne piosenki w stylu pop-dance, to znalazło się na niej też kilka jazzowych coverów (np. "The Look of Love") oraz piosenka "Porque me gusta", utrzymana w latynoskim stylu. Amanda nagrała też po raz trzeci w karierze własną wersję niemieckiego szlagiera "Lili Marleen" z nowym tekstem napisanym przez Norbert Schultze'a - oryginalnego kompozytora tej piosenki.
Płyta okazała się najlepiej sprzedającym się albumem gwiazdy w Niemczech i Francji od końca lat 70. Dwa lata później płytę reedytowano jako Tendance z bonusowymi piosenkami.

## Lista utworów
1. "Love Boat" - 3:11
2. "Do U Wanna See It?" - 3:51
3. "Tendance" - 4:16
4. "Manuel do guerreido da luz" - 3:47
5. "Lili Marleen" - 3:47
6. "Hier Encore (Yesterday When I Was Young)" - 3:55
7. "Porque me gusta" - 4:00
8. "I Just Wanna Dance Again" - 3:47
9. "Vol de nuit" - 4:17
10. "L'Invitation au voyage" - 3:59
11. "The Look of Love" - 4:02
12. "L'importante è finire" - 3:18

## Single z płyty
- 2001: "Love Boat"
- 2002: "I Just Wanna Dance Again"